# Cannery Row (Monterey)
Cannery Row es una calle costera en la ciudad de Monterey, California, conocida históricamente por albergar varias fábricas de conservas de sardinas ahora desaparecidas. La última fábrica cerró en 1973. El nombre de la calle, originalmente fue Ocean View Avenue, pero se hizo oficial como Cannery Row en enero de 1958 en honor a John Steinbeck y su novela homónima Cannery Row. La calle limita con la ciudad adyacente de Pacific Grove.

## Historia

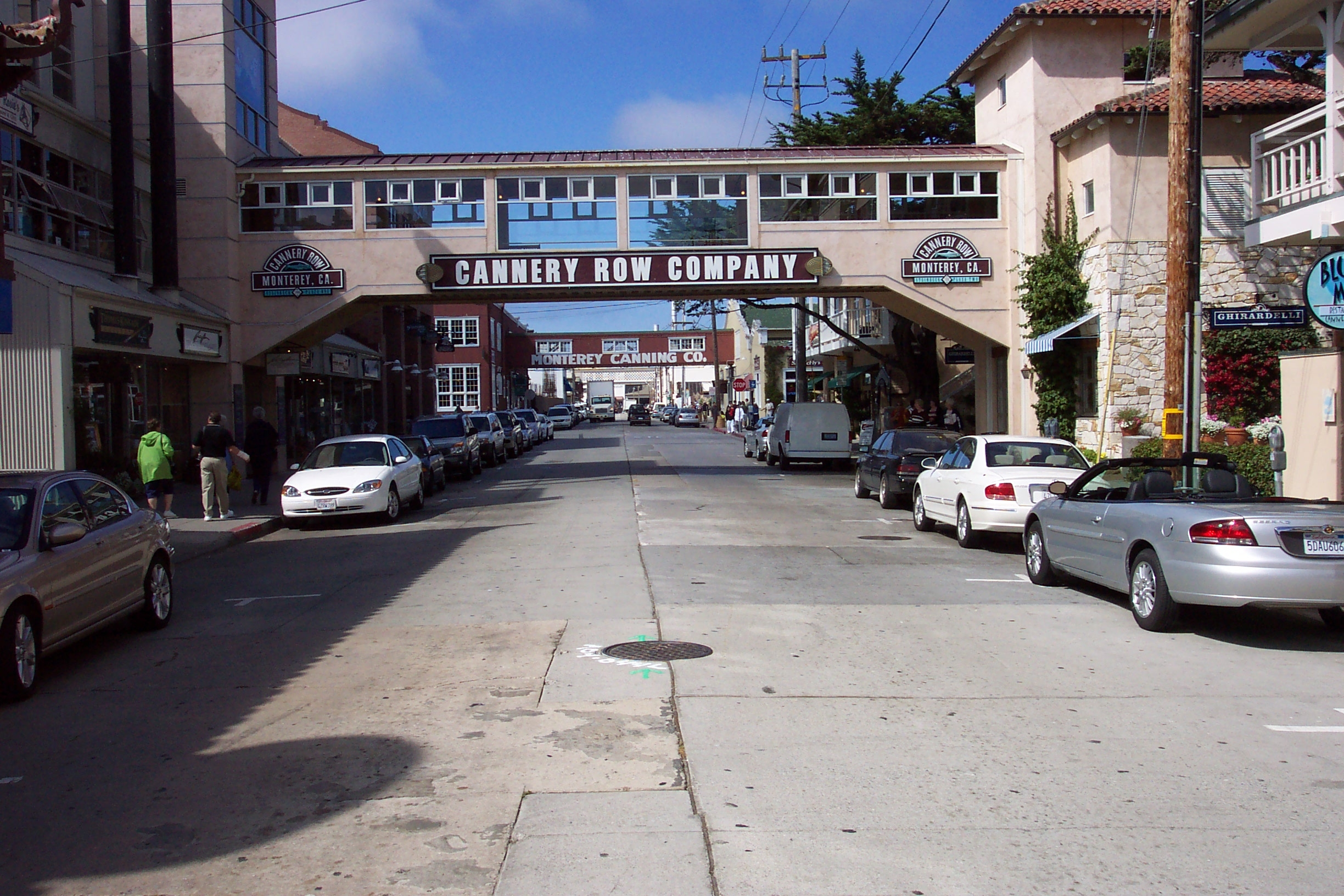
Cannery Row donde ahora se encuentra el Acuario de la Bahía de Monterey junto a la bahía.

La primera fábrica de conservas de sardinas abrió sus puertas el día de San Valentín de 1908. Durante las dos guerras mundiales, varias fábricas se beneficiaron de este negocio. Las fábricas de conservas fracasaron después del colapso de la industria pesquera en la Bahía de Monterey a mediados de la década de 1950, como resultado de una combinación de factores, incluidas las condiciones oceánicas desfavorables, la sobrepesca y la competencia de otras especies. En su investigación sobre dónde habían ido a parar las sardinas, Ed Ricketts finalmente concluyó: «Están en latas». Antes del colapso, la pesca era una de las más productivas del mundo debido al afloramiento de agua fría pero rica en nutrientes a lo largo de la costa de California. Posteriormente, los empresarios de la región empezaron a promover Cannery Row como una atracción turística.

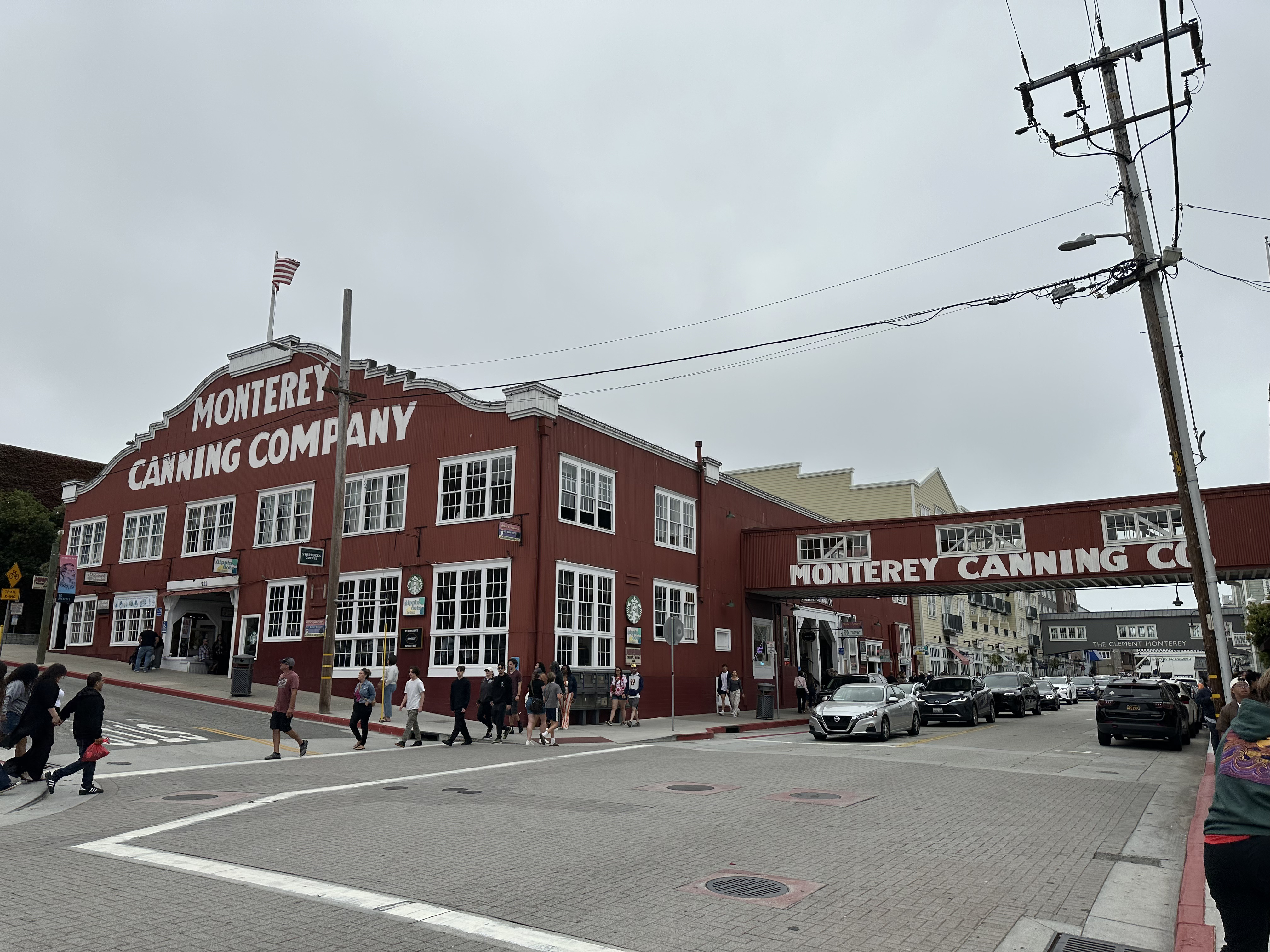
Edificio de Monterrey Canning Company en la equina de Cannery Row.

Cannery Row fue el escenario de las novelas Cannery Row (1945) y Sweet Thursday (1954) de John Steinbeck. Ambas fueron la base de la película Cannery Row de 1982, protagonizada por Nick Nolte y Debra Winger. También se le menciona en la canción de Bob Dylan, Sad Eyed Lady of the Lowlands. Pacific Biological Laboratories, una empresa especializada en suministros biológicos, estuvo ubicada en 800 Ocean View Avenue (actualmente 800 Cannery Row) desde 1928 hasta 1948. Este edificio fue dirigido por Edward F. Ricketts, cuya vida e investigaciones inspiraron a varios personajes en las novelas de John Steinbeck. El laboratorio se conserva hasta hoy. Frente a él, aún se encuentra una tienda de propiedad chino-estadounidense mencionada en Cannery Row y Sweet Thursday, junto a un terreno baldío que en la novela servía como hogar de algunos personajes sin hogar.

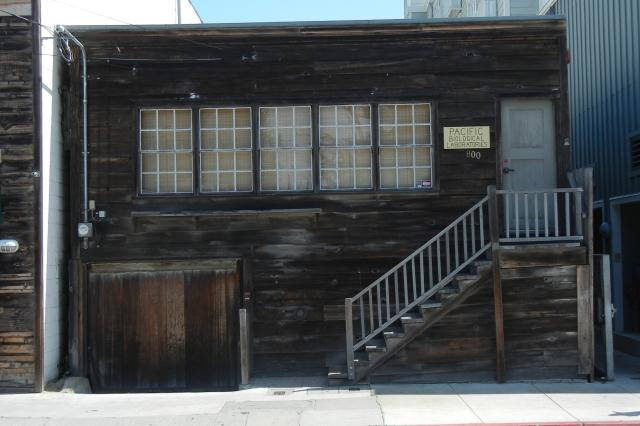
Los laboratorios biológicos del Pacífico de Ed Ricketts en Cannery Row

La tienda refleja la historia chino-estadounidense en el área, comenzando con los inmigrantes chinos que ingresaron a la industria pesquera, exportando mariscos y conchas de abulón a China, Europa y otras partes de los EE. UU. El edificio original que inspiró el bar llamado La Ida Café en la novela se encuentra en 851 Cannery Row, frente a Pacific Biological Laboratories.
Cannery Row estaba al lado de una gran mansión propiedad del magnate minero de Montana James Andrew Murray. Conocida como Casa de las Olas o Hacienda Murray, la mansión fue demolida en la década de 1940 para dar paso a la expansión de más fábricas de conservas. Un marcador histórico se encuentra en el sitio.

## Actualidad
Hoy en día, la zona costera de Cannery Row forma parte del Área de Conservación Marina Estatal Edward F. Ricketts, que está integrada en el Santuario Marino Nacional de la Bahía de Monterey. Esta área es hogar de una creciente población de leones marinos de California.

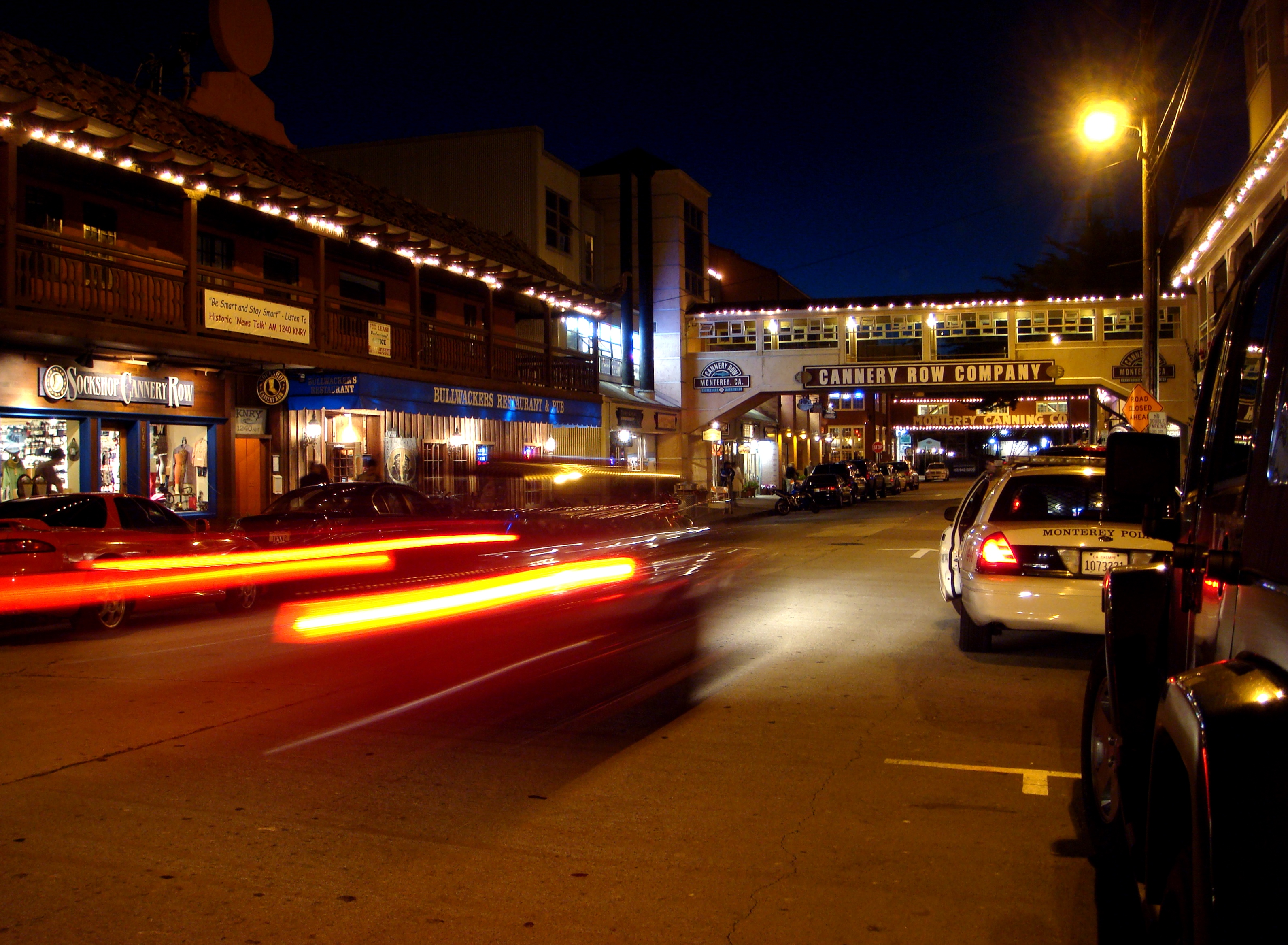
Cannery Row de noche

Cannery Row se ha convertido en una atracción turística repleta de restaurantes y hoteles, muchos de los cuales se encuentran en antiguos edificios de fábricas de conservas y otras atracciones históricas. A pesar de esto, todavía operan algunas empresas pesqueras de propiedad privada en la zona, situadas en muelles cerca del distrito histórico que atrae a numerosos turistas.
En los últimos años, Cannery Row se ha vuelto cada vez más popular entre los pescadores deportivos debido a sus amplias instalaciones de pesca públicas. MacAbee Beach y San Carlos Beach, que delimitan Cannery Row son lugares populares para lanzar kayak. La playa de San Carlos es uno de los lugares para bucear más populares de la Bahía de Monterey. 

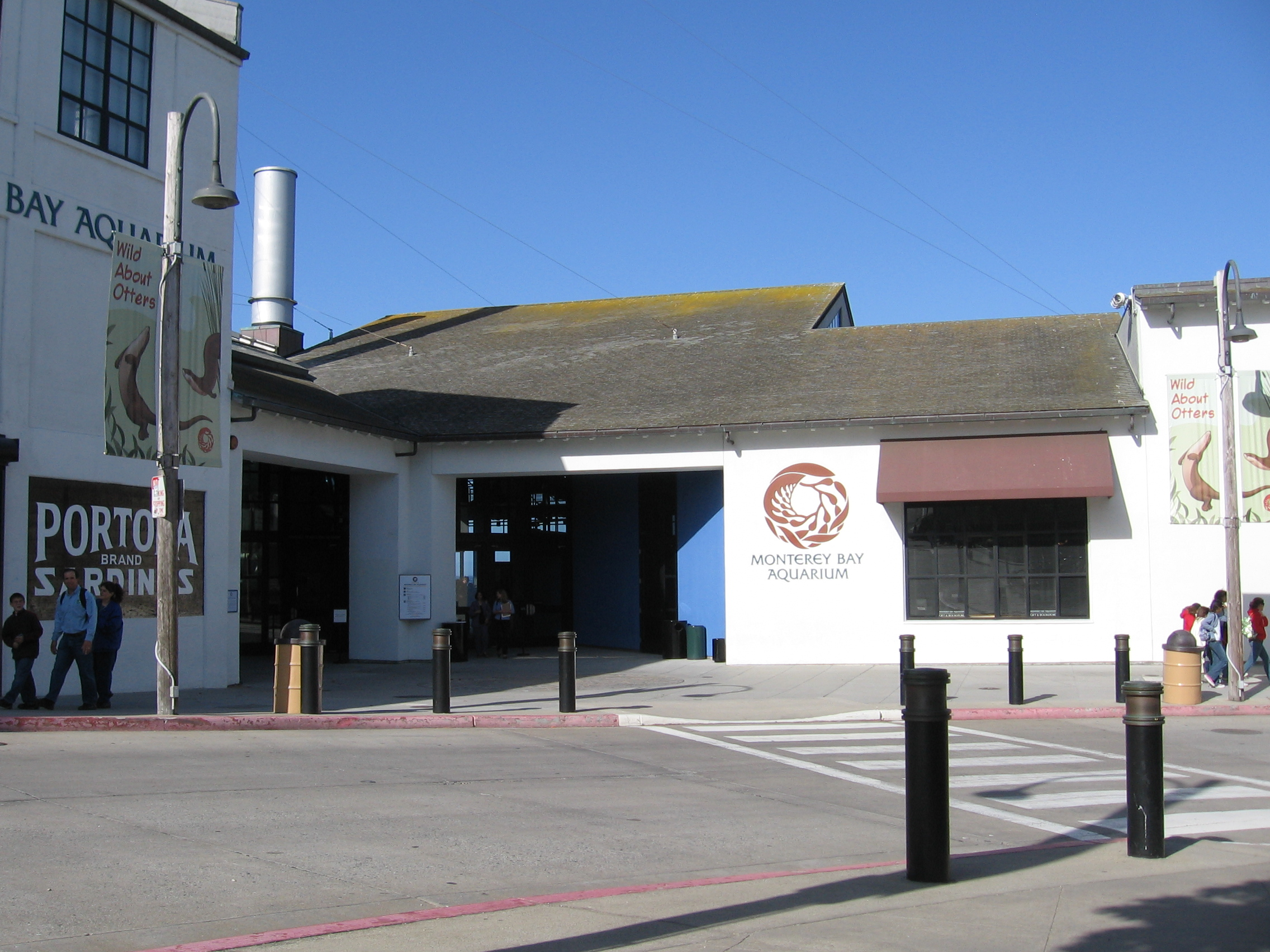
Entrada principal del Acuario de la Bahía de Monterey.

El Acuario de la Bahía de Monterey (inaugurado en 1984) está ubicado en el extremo norte de Cannery Row, en el antiguo emplazamiento de la principal Hovden Cannery. El inmigrante noruego Knut Hovden fundó Hovden Food Products Corporation, que abrió sus puertas el 7 de julio de 1916. Al enlatar calamares al final de su vida, Hovden Cannery logró sobrevivir a sus vecinos y finalmente cerró sus puertas en 1973, cuando se convirtió en la última fábrica de conservas en cerrar. El acuario sigue siendo una atracción muy popular hoy en día.
El Acuario de la bahía de Monterey, inaugurado en 1984, se encuentra en el extremo norte de Cannery Row, en el antiguo sitio de la principal fábrica de conservas Hovden. Esta fábrica fue fundada por el inmigrante noruego Knut Hovden, quien estableció Hovden Food Products Corporation el 7 de julio de 1916. Al dedicarse al enlatado de calamares en sus últimos años, Hovden Cannery logró sobrevivir a sus competidores y finalmente cerró en 1973, siendo la última fábrica de conservas en cerrar. El acuario sigue siendo una atracción muy popular hoy en día. En 2023, Cannery Row abrió una atracción con temática pirata llamada «Treasure Hunt: The Ride».